# Sinead Chambers
Sinead Chambers (* 1. Februar 1992 in Belfast) ist eine nordirische Badmintonspielerin. 

## Karriere
Sinead Chambers wurde 2011 erstmals nationale Meisterin in Irland. Drei weitere Titelgewinne folgten bis 2014. 2010 startete sie bei den Commonwealth Games. Sie siegte bei den Ulster Open 2009, 2011 und 2012, 2015, 2012 auch bei den Irish International. 2014 gewann sie gemeinsam mit Ciaran Chambers Silber im Mixed bei den Lithuanian International.